# Пруды (Брестская область)
Пруды́ (бел. Пруды) — деревня в Барановичском районе Брестской области Белоруссии. Входит в состав Городищенского сельсовета. Население — 21 человек (2023).

## География
Расположена в 25 км (30 км по автодорогам) к северу от центра Барановичей, на расстоянии 4,5 км (6,5 км по автодорогам) к северо-востоку от центра сельсовета, городского посёлка Городище, на обеих берегах реки Сервеч.

## История
По переписи 1897 года — деревня Городищенской волости Новогрудского уезда Минской губернии, 23 двора. В 1909 году — 32 двора.
После Рижского мирного договора 1921 года — в составе гмины Городище Новогрудского повета Новогрудского воеводства Польши, 28 дворов. 
С 1939 года — в БССР, в 1940–62 годах — в Городищенском районе Барановичской, с 1954 года Брестской области. Затем — в Барановичском районе.

## Население
По состоянию на 1 января 2023 года в деревне проживало 21 человек в 10 хозяйствах, в том числе 4 моложе трудоспособного возраста, 11 — в трудоспособном возрасте и 6 — старше трудоспособного возраста. 
| Численность населения (по переписи) | Численность населения (по переписи) | Численность населения (по переписи) | Численность населения (по переписи) | Численность населения (по переписи) | Численность населения (по переписи) | Численность населения (по переписи) | Численность населения (по переписи) |
| 1897                                | 1909                                | 1921                                | 1939                                | 1970                                | 1999                                | 2009                                | 2019                                |
| ----------------------------------- | ----------------------------------- | ----------------------------------- | ----------------------------------- | ----------------------------------- | ----------------------------------- | ----------------------------------- | ----------------------------------- |
| 154                                 | ↗195                                | ↘162                                | ↗198                                | ↘160                                | ↘37                                 | ↘24                                 | ↘12                                 |